# Walking on the Moon
„Walking on the Moon“ je píseň anglické rockové skupiny The Police. Autorem je frontman kapely, zpěvák a baskytarista Sting. Vydána byla dne 4. listopadu 1979 jako singl (na druhé straně desky byla píseň „Visions of the Night“), již počátkem října vyšla také na albu Reggatta de Blanc (jde o druhý singl z alba). Singl se umístil na první příčce britského žebříčku UK Singles Chart. Svou vlastní verzi písně později nahrál například William Shatner (na albu Seeking Major Tom, 2011), německá elektronická skupina Scooter použila sampl písně ve své skladbě „Privileged to Witness“ (Who's Got the Last Laugh Now?, 2005).